# توماس لاركن تومسون
توماس لاركن تومسون هو دبلوماسي وسياسي أمريكي، ولد في 31 مايو 1838 في تشارلستون في الولايات المتحدة، وتوفي في 1 فبراير 1898 في سانتا روسا في الولايات المتحدة. نشط حزبياً في الحزب الديمقراطي. وقد انتخب عضو مجلس النواب الأمريكي ‏.